# Tod Browning
Charles Albert Browning, Jr. (Louisville, Kentucky, Estats Units; 12 de juliol de 1880 - Hollywood, Califòrnia, Estats Units; 6 d'octubre de 1962), conegut com Tod Browning, va ser un director i actor estatunidenc que va desenvolupar la seva etapa artística tant en l'era sonora del cinema com en la muda.
No obstant això de ser conegut únicament pels seus treballs dins del gènere de terror com Dracula (1931), pel·lícula que va rodar amb Béla Lugosi, o Freaks (1932), Browning va ser un director molt prolífic que va realitzar aproximadament 60 obres com a director abastant diferents gèneres.,

## Biografia

### Joventut
Tod Browning va néixer en Louisville, Kentucky, sent el segon fill de Charles i Lydia Browning. Ja des de petit, realitzava obres de teatre en el jardí posterior de la seva casa. Estava fascinat pel circ i la vida de faràndula, i a l'edat de 16 anys va marxar de la seva llar per a convertir-se en un membre actiu dels espectacles de varietats que tant li havien fascinat sempre.
Va canviar el seu nom al de "Tod", va viatjar per tota el país amb espectacles circenses i de varietats. Els seus treballs van ser dispars dins d'aquest món de l'espectacle, arribant a actuar contractat com el cadàver vivent en un número d'enterrament en directe, treballant com a pallasso amb el Ringling Brothers Circus o participant en molts números a cadascú més absurd, treballs que li van servir posteriorment per a inspirar-se en les seves obres cinematogràfiques.
Va treballar en el vodevil com a actor, mag, ballarí, etc. Va aparèixer en la tira còmica de Mutt and Jeff, i va actuar com blackface en l'obra titulada The Wheel of Mirth al costat del comediant Charles Murray.

### El començament d'una carrera cinematogràfica
Més tard, mentre Browning es trobava treballant com a director d'un teatre de varietats en Nova York, va conèixer a D. W. Griffith. Va començar a actuar amb Murray en comèdias de curta durada per a Griffith i l'estudi Biograph Company.
En 1913, Griffith va trencar amb Biograph i es va traslladar a Califòrnia. Browning li va seguir i va continuar treballant en les pel·lícules de Griffith, aquesta vegada per als estudis Reliance-Majestic Studios, incloent-hi un petit paper com a extra en el film èpic Intolerance: Love's Struggle Throughout the Ages. Ja en aquella època va començar a dirigir, realitzant de manera esporàdica 11 curtmetratges per a Reliance-Majestic.
Al juny de 1915, va tenir un accident de cotxe mentre circulava a tota velocitat, xocant contra un tren en marxa. Els seus passatgers en el vehicle eren els actors Elmer Booth i George A. Seigmann. Booth va morir en l'acte, mentre que Seigmann i el propi Browning van sofrir ferides de consideració, les quals en el cas de Browning li van costar una cama dreta destrossada. Durant la seva convalescència, Browning es va dedicar a escriure guions, i no va tornar a l'activitat cinematogràfica fins a 1917.

### Etapa muda

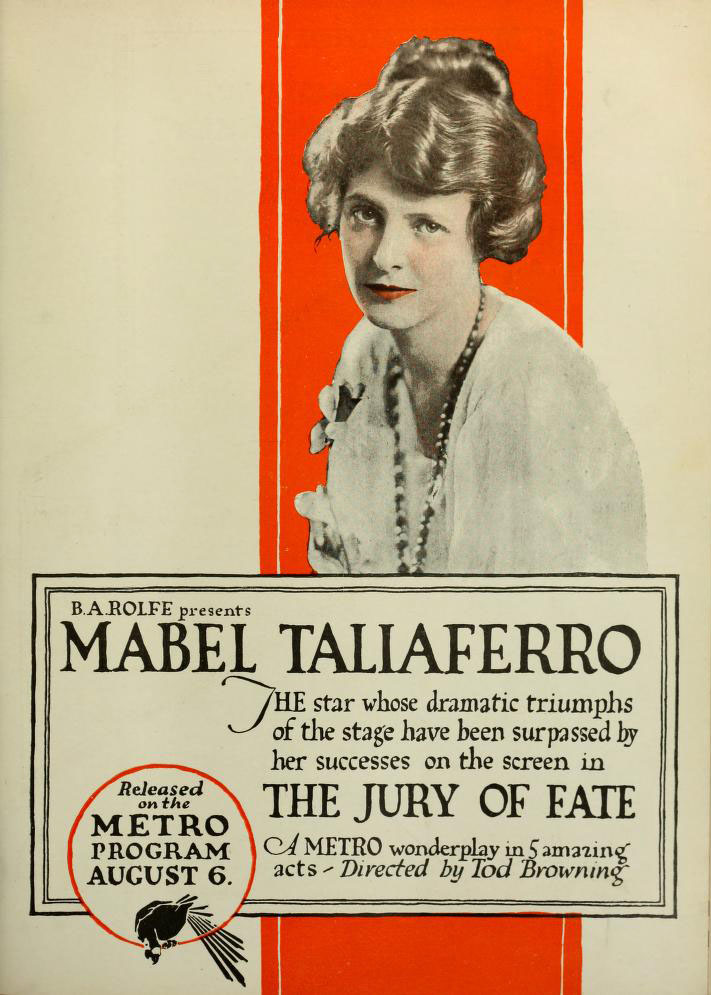
The Jury of Fate (1917)

La pel·lícula amb el qual Browning va debutar va ser Jim Bludso (1917), una història sobre un capità que se sacrifica a si mateix per a salvar als passatgers del vaixell d'un incendi. Obra que va ser bastant ben rebuda. Just aquest mateix any, Browning va contreure matrimoni amb Alice Wilson.
Browning va tornar a Nova York en 1917. Va dirigir dues pel·lícules per als Metro Studios: Peggy, the Will o' the Wisp i The Jury of Fate, tots dos films protagonitzats per Mabel Taliaferro. Just un any més tard, de nou en Califòrnia, dirigiria dos nous films per a la Metro: The Eyes of Mystery i Revenge.
En la primavera de 1918 deixa la Metro i s'uneix a Bluebird Productions, una subsidiària de la Universal Pictures, on coneix a Irving Thalberg. Thalberg va ser la persona que va unir a Browning amb Lon Chaney per primera vegada per a la pel·lícula The Wicked Darling (1919), un melodrama en el qual Chaney interpretava a un lladre que força a una pobra noia dels suburbis a portar una horrible vida dins del món del crim.
La mort del seu pare en aquestes dates, va portar Browning a una depressió, la qual cosa li va sumir al seu torn en l'alcoholisme. En aquesta mateixa època la Universal el va acomiadar i la seva esposa el va abandonar. No obstant això, es va recuperar, es va reconciliar amb la seva esposa, i va aconseguir un contracte amb la Metro Goldwyn Mayer. La pel·lícula que va produir per a la MGM, The Day of Faith, va tenir un èxit moderat, però va tornar a aixecar la seva carrera.
Thalberg va tornar a ajuntar a Browning amb Lon Chaney per a la pel·lícula The Unholy Three (1925)), la història de tres personatges circenses els qui ideen un pla per a ajuntar-se i robar joies a la gent rica usant una sèrie de disfresses. L'experiència de Browning en tot el relacionat amb el món del circ es veu plasmada en la pantalla amb aquest retrat clar dels antiherois. La pel·lícula va ser un sonat èxit, tant que posteriorment es va tornar a rodar en 1930, de nou protagonitzada per Lon Chaney, aquesta vegada en versió sonora, la que seria la primera (i única) pel·lícula parlada que protagonitzaria l'actor. Browning i Chaney es van embarcar en una sèrie de famoses col·laboracions, incloent The Blackbird i The Road to Mandalay. The Unknown (1927), titulada originalment Alonzo the Armless, pel·lícula que pot ser considerada la precursora de Freaks, ja que en el seu argument trobem un triangle amorós en el qual també entren en joc monstres de fira (freaks).
London After Midnight (1927), en aquesta època, va ser la primera incursió de Browning en el terreny de les pel·lícules vampíricas i és una peça perduda difícil de trobar. La seva col·laboració final va ser Where East is East (1929), de la qual únicament han sobreviscut còpies incompletes. La primera pel·lícula sonora de Browning va ser The Thirteenth Chair (1929), que va ser estrenada com a muda i protagonitzada per Béla Lugosi.

### Etapa sonora
Després de la mort de Chaney en 1930, Browning va ser contractat per la Universal Pictures per a dirigir Drácula en 1931. A pesar que Browning buscava un actor europeu desconegut per al paper principal i el més allunyat possible del circuit cinematogràfic per a donar-li aquest toc de presència sinistra en la pel·lícula, les restriccions del pressupost i la incessant pressió de l'estudi van imposar a Béla Lugosi en el càsting i un plantejament del film molt més senzill. A pesar que actualment el film és considerat un clàssic, en aquella època la Universal va quedar descontenta amb el resultat i va preferir la versió en castellà que es rodava en els mateixos platons durant la nit.
Després de dirigir el melodrama The Iron Man (1931), va començar a treballar a Freaks (1932). Basada en una història curta del guionista de The Unholy Three, la història consisteix en un triangle d'amor entre un nan, una trapezista i un forçut, tot això condimentat amb un argument en el qual es barregen els assassinats i la venjança del nan ajudat dels fenòmens de fira (freaks) del circ. La pel·lícula va ser molt polèmica, fins i tot després de tornar a editar-se per a eliminar diverses escenes una miqueta pertorbadores i inquietants, i finalment va ser un desastre comercial. La carrera de Browning s'estava enfonsant.
Browning es veia incapaç de portar a bon port els seus projectes. Després de dirigir el drama Fast Workers (1933) protagonitzat per John Gilbert, que no es trobava tampoc en bona sintonia amb l'estudi, se li va permetre rodar la versió de London After Midnight, titulat originalment Vampires of Prague, però rebatejat més tard com Mark of the Vampire (1935). En la versió, els papers interpretats per Lon Chaney en l'original es van dividir entre Lionel Barrymore i Béla Lugosi. Després d'aquest treball, va dirigir The Devil-Doll (1936), titulada originalment The Witch of Timbuctoo, basada en un guió escrit per ell mateix. La pel·lícula conta la història d'un pròfug de la presó de l'illa del diable (Lionel Barrymore) que escapa per a tornar com una entranyable velleta, encara que armat amb una increïble poció que serveix per reduir a la gent a la grandària de ninots, usant aquesta mortífera eina per a venjar-se de tots els que li van enviar a aquella illa infernal.
La seva última pel·lícula va ser la pel·lícula de misteris criminals Miracles for Sale (1939).

### Retirada
Després de Miracles for Sale, Browning va fer alguns treballs menors per a la MGM. En 1942, després d'una costa avall plagada de daltabaixos professionals iniciada amb les peticions de censura i les males crítiques que va rebre Freaks, la seva carrera va quedar truncada definitivament i Browning va decidir comprar una casa en Malibú i retirar-se allí definitivament amb la seva esposa Alice.
El 12 de maig de 1944 va morir la seva esposa Alice, (la revista Variety va publicar accidentalment una esquela de Browning), la qual cosa va sumir a Tod en una solitud total amb l'única idea d'esperar ja la seva pròpia mort. A la seva delicada salut mental es van unir un càncer de laringe i, en els últims moments de la seva vida, una apoplexia.
Tod Browning finalment va morir el 6 d'octubre de 1962 a conseqüència del càncer que patia i va ser trobat mort en el bany.

## Filmografia

### Director
- The Lucky Transfer (1915)
- The Slave Girl (1915)
- An Image of the Past (1915)
- The Highbinders (1915)
- The Story of a Story (1915)
- The Spell of the Poppy (1915)
- The Electric Alarm (1915)
- The Living Death (1915)
- The Burned Hand (1915)
- The Woman from Warren's (1915)
- Little Marie (1915)
- The Fatal Glass of Beer (1916)
- Everybody's Doing It (1916)
- Puppets (1916)
- Jim Bludso (1917)
- A Love Sublime (1917)
- Hands Up! (1917)
- Peggy, the Will O' the Wisp (1917)
- The Jury of Fate (1917)
- The Legion of Death (1918)
- The Eyes of Mystery (1918)
- Revenge (1918)
- Which Woman? (1918)
- The Deciding Kiss (1918)
- The Brazen Beauty (1918)
- Set Free (1918)
- The Wicked Darling (1919)
- The Exquisite Thief (1919)
- The Unpainted Woman (1919)
- The Petal on the Current (1919)
- Bonnie Bonnie Lassie (1919)
- The Virgin of Stamboul (1920)
- Outside the Law (1920)
- No Woman Knows (1921)
- The Wise Kid (1922)
- Man Under Cover (1922)
- Under Two Flags (1922)
- Drifting (1923)
- The Day of Faith (1923)
- White Tiger (1923)
- The Dangerous Flirt (1924)
- Silk Stocking Sal (1924)
- The Unholy Three (1925)
- The Mystic (1925)
- Dollar Down (1925)
- The Blackbird (1926)
- The Road to Mandalay (1926)
- The Show (1927)
- The Unknown (1927)
- London After Midnight (1927)
- The Big City (1928)
- West of Zanzibar (1928)
- Where East Is East (1929)
- The Thirteenth Chair (1929)
- Outside the Law (1930)
- Dracula (1931)
- Iron Man (1931)
- Freaks (1932)
- Fast Workers (1933)
- Mark of the Vampire (1935)
- The Devil-Doll (1936)
- Miracles for Sale (1939)

### Actor
- Intolerance: Love's Struggle Throughout the Ages (1916) - Crook (sense acreditar)
- Dracula (1931) - Harbormaster (veu, no acreditat, paper final)